# Febbre di vivere
Febbre di vivere är en italiensk dramafilm från 1953 i regi av Claudio Gora.

## Roller (urval)
- Massimo Serato – Massimo Fontana
- Marina Berti – Lucia Riva
- Anna Maria Ferrero – Elena Mauri
- Marcello Mastroianni – Daniele Massa
- Nyta Dover – Simona
- Rubi D'Alma – Contessa Madre
- Vittorio Caprioli – Pierrò
- Paola Mori – Lisey
- Carlo Mazzarella – Carletto